# Ken Olsen
Kenneth Harry Olsen, detto Ken (Bridgeport, 20 febbraio 1926 – 6 febbraio 2011) è stato un ingegnere statunitense che ha co-fondato la Digital Equipment Corporation (DEC) nel 1957 con il collega Harlan Anderson e suo fratello Stan Olsen.
Nato a Bridgeport, nel Connecticut. I genitori di suo padre provenivano dalla Norvegia, quelli di sua madre dalla Svezia. Olsen ha iniziato la sua carriera lavorando le estati in un'officina meccanica. Riparare le radio nella sua cantina gli ha dato la reputazione di inventore del quartiere.
Dopo aver prestato servizio nella Marina degli Stati Uniti tra il 1944 e il 1946, Olsen ha frequentato il Massachusetts Institute of Technology (MIT), dove ha conseguito una laurea in ingegneria elettrica, sia Bachelor (1950) che Master (1952).
Durante i suoi studi al MIT, l'Office of Naval Research del Dipartimento della Marina degli Stati Uniti ha reclutato Olsen per aiutare a costruire un simulatore di volo computerizzato. [Citazione necessaria] Inoltre, mentre al MIT ha diretto la costruzione del primo computer di ricerca transistorizzato. Olsen era un ingegnere che aveva lavorato al MIT Lincoln Laboratory sul progetto TX-2.
La connessione più importante di Olsen con Project Whirlwind era il suo lavoro sul Memory Test Computer (MTC), descritto come "un computer per scopi speciali costruito per testare la memoria di base per Whirlwind." [8] A differenza del TX-0 a 18 bit, che era "progettato per essere un predecessore di una macchina più grande a 36 bit, il TX-2," Whirlwind e l'MTC usavano 16 bit.
Nel 1957, Olsen e un collega del MIT, Harlan Anderson, decisero di avviare la propria azienda. Si sono rivolti all'American Research and Development Corporation, una delle prime società di venture capital, fondata da Georges Doriot, e hanno fondato la Digital Equipment Corporation (DEC) dopo aver ricevuto 70000 $ per una quota del 70%. Negli anni '60, Olsen ha ricevuto brevetti per un interruttore saturabile, un circuito di gate del trasformatore a diodi, una versione migliorata della memoria a nucleo magnetico e il buffer della stampante di linea.
Olsen è stato conosciuto nel corso della sua carriera per il suo stile di gestione e per la promozione dell'innovazione ingegneristica. La valutazione di Olsen dell'innovazione e dell'eccellenza tecnica ha generato e reso popolare tecniche come la gestione delle matrici ingegneristiche, che sono ampiamente utilizzate oggi in molti settori.  Olsen apprezzava l'umiltà, guidava un'utilitaria e teneva un semplice ufficio in un vecchio mulino. Era anche un pilota esperto e guidava il suo aereo.
Nel 1977, riferendosi ai computer utilizzati nell'automazione domestica all'alba dell'era dei computer domestici, si dice che Olsen abbia detto: "Non c'è motivo per nessuno di avere un computer a casa sua". Olsen ha ammesso di aver fatto l'osservazione, anche se dice che le sue parole sono state estrapolate dal contesto e si riferiva a computer configurati per controllare le case, non ai PC. Secondo Snopes.com, "l'interpretazione errata fuori contesto dei commenti di Olsen è considerata molto più divertente di quello che intendeva veramente, quindi questa è la versione che è stata promulgata ormai da decenni".
Nel 1986, la rivista Fortune ha nominato Olsen "l'imprenditore di maggior successo d'America",  e lo stesso anno ha ricevuto l'IEEE Engineering Leadership Recognition Award. Olsen è stato oggetto di una biografia del 1988, The Ultimate Entrepreneur: The Story of Ken Olsen and Digital Equipment Corporation, scritta da Glenn Rifkin e George Harrar.
Nel 1993, l'Institute of Electrical and Electronics Engineers ha assegnato a Olsen la medaglia IEEE Founders.
È stato nominato membro del Computer History Museum nel 1996. Ha ricevuto la medaglia Vermilye nel 1980. È stato nominato membro onorario dell'UPE (International Honor Society for the Computing and Information Sciences) l'8 ottobre 1975.
Nel 2011, è stato inserito al sesto posto nella lista MIT150 dei 150 migliori innovatori e idee del MIT per il suo lavoro sul minicomputer.
A partire dal 1987 Olsen nelle apparizioni pubbliche ha descritto UNIX come "olio di serpente" . Alcuni credevano che stesse facendo una caratterizzazione generale di UNIX, mentre altri credevano che si riferisse specificamente al suo marketing esagerando i suoi benefici. Mentre Olsen credeva che VMS fosse una soluzione migliore per i clienti DEC e spesso parlava dei punti di forza del sistema, approvava e incoraggiava uno sforzo interno per produrre un prodotto UNIX nativo basato su BSD sulla linea di computer VAX chiamato Ultrix. Tuttavia, questa linea non ha mai ricevuto un supporto entusiastico completo al DEC.
Olsen è stato costretto a ritirarsi dal DEC, dimettendosi da presidente nel 1992. Successivamente è diventato presidente di Advanced Modular Solutions. Olsen è stato anche uno dei maggiori contributori di The Family, un'organizzazione religiosa e politica.
Olsen era un amministratore del Gordon College di Wenham, Massachusetts. Lì, il Ken Olsen Science Center è stato intitolato a lui nel 2006 e dedicato il 27 settembre 2008.